# Gösta Engstedt
Ernst Gösta Engstedt, född 1 januari 1911 i Helsingborg, död 11 november 2000 i Kalmar, var en svensk hortonom med specialinriktning mot pomologi.
Engstedt, som var son till affärsman Carl Olof Engstedt och Helga Petersen, avlade hortonomexamen i Alnarp 1940, Han blev konsulent vid Sveriges pomologiska förening i Stockholm 1940, trädgårdskonsulent vid Kalmar läns hushållningssällskap 1945 och förste konsulent där 1964. Han var styrelseledamot i Sveriges agronom- och lantbrukslärarförbund, Centralorganisationen för examinerade trädgårdsmästare, fullmäktig i Sveriges pomologiska förening och Sveriges yrkesfruktodlares riksförbund. Han var ledamot av Kalmar stads parkförvaltning.
Engstedt arbetade mycket med att bevara gamla fruktsorter, och var tillsammans med Anton Nilsson, Gunnar Bergfeldt, Ernst Lomenius och Sigrid Johansson, initiativtagare till klonarkivet på Brunstorp i Huskvarna, där man värnade om bevarandet av gamla fruktsorter.[källa behövs] Engstedt är begravd på Södra kyrkogården i Kalmar.